# Zápas na Letních olympijských hrách 1992 – muži, volný styl do 90 kg
Zápas ve volném stylu ve váhové kategorii do 90 kg probíhal na Letních olympijských hrách 1992 v Barcelonském Instituto Nacional de Educación Física de Cataluña. O medaile se utkalo celkem 17 zápasníků.

## Turnajové výsledky
Zápasníci jsou rozděleni do dvou skupin. Je aplikován systém na dvě porážky.
Legenda
- TO — Lopatkové vítězství
- SP — Vítězství pro převahu, 12 až 14 bodů rozdíl, poražený s body
- SO — Vítězství pro převahu, 12 až 14 bodů rozdíl, poražený bez bodů
- ST — Vítězství na technickou převahu, 15 bodů rozdíl
- PP — Vítězství na body, poražený s body
- PO — Vítězství na body, poražený bez bodů
- PA — Vítězství pro soupeřovo zranění
- DQ — Vítězství pro soupeřovu diskvalifikaci
- D2 — Oba zápasníci diskvalifikováni pro pasivitu, skóre 0-0
- DNA — Nenastoupil
- L — Porážky
- ER — Kolo vyřazení
- CP — Klasifikační body
- TP — Technické body

### Skupiny

#### Skupina A
| L                    |                            | CP     | TP     |                            | L      |        |
| Kolo 1               | Kolo 1                     | Kolo 1 | Kolo 1 | Kolo 1                     | Kolo 1 | Kolo 1 |
| -------------------- | -------------------------- | ------ | ------ | -------------------------- | ------ | ------ |
| 0                    | Roberto Limonta (CUB)      | 3-1 PP | 2-1    | Gregory Edgelow (CAN)      | 1      |        |
| 0                    | Macharbek Chadarcev (EUN)  | 3-0 PO | 7-0    | Christopher Campbell (USA) | 1      |        |
| 1                    | Terrence Parker (NZL)      | 0-4 TO | 3:00   | Akira Ota (JPN)            | 0      |        |
| 0                    | Renato Lombardo (ITA)      | 3-0 PO | 1-0    | Jozef Palatinus (TCH)      | 1      |        |
| 0                    | Ludwig Schneider (GER)     |        |        | Bye                        |        |        |
| Kolo 2               |                            |        |        |                            |        |        |
| 1                    | Ludwig Schneider (GER)     | 0-3 PO | 0-10   | Roberto Limonta (CUB)      | 0      |        |
| 2                    | Gregory Edgelow (CAN)      | 0-3 PO | 0-6    | Macharbek Chadarcev (EUN)  | 0      |        |
| 1                    | Christopher Campbell (USA) | 4-0 ST | 15-0   | Terrence Parker (NZL)      | 2      |        |
| 1                    | Akira Ota (JPN)            | 0-0 D2 | 0-0    | Renato Lombardo (ITA)      | 1      |        |
| 1                    | Jozef Palatinus (TCH)      |        |        | Bye                        |        |        |
| Kolo 3               |                            |        |        |                            |        |        |
| 2                    | Jozef Palatinus (TCH)      | 0-3 PO | 0-2    | Ludwig Schneider (GER)     | 1      |        |
| 1                    | Roberto Limonta (CUB)      | 1-3 PP | 2-7    | Macharbek Chadarcev (EUN)  | 0      |        |
| 1                    | Christopher Campbell (USA) | 3-0 PO | 4-0    | Akira Ota (JPN)            | 2      |        |
| 1                    | Renato Lombardo (ITA)      |        |        | Bye                        |        |        |
| Kolo 4               |                            |        |        |                            |        |        |
| 2                    | Renato Lombardo (ITA)      | 1-3 PP | 1-6    | Roberto Limonta (CUB)      | 1      |        |
| 2                    | Ludwig Schneider (GER)     | 1-3 PP | 1-7    | Macharbek Chadarcev (EUN)  | 0      |        |
| 1                    | Christopher Campbell (USA) |        |        | Bye                        |        |        |
| Kolo 5               |                            |        |        |                            |        |        |
| 1                    | Christopher Campbell (USA) | 3-1 PP | 5-4    | Roberto Limonta (CUB)      | 2      |        |
| 0                    | Macharbek Chadarcev (EUN)  |        |        | Bye                        |        |        |
| Zápas o čtvrté místo |                            |        |        |                            |        |        |
|                      | Renato Lombardo (ITA)      | 3-0 PO | 2-0    | Ludwig Schneider (GER)     |        |        |

| Zápasník                   | L | ER | CP |
| -------------------------- | - | -- | -- |
| Macharbek Chadarcev (EUN)  | 0 | -  | 12 |
| Christopher Campbell (USA) | 1 | -  | 10 |
| Roberto Limonta (CUB)      | 2 | 5  | 11 |
| Renato Lombardo (ITA)      | 2 | 4  | 4  |
| Ludwig Schneider (GER)     | 2 | 4  | 4  |
| Akira Ota (JPN)            | 2 | 3  | 4  |
| Jozef Palatinus (TCH)      | 2 | 3  | 0  |
| Gregory Edgelow (CAN)      | 2 | 2  | 1  |
| Terrence Parker (NZL)      | 2 | 2  | 0  |

#### Skupina B
| L      |                            | CP     | TP     |                          | L      |        |
| Kolo 1 | Kolo 1                     | Kolo 1 | Kolo 1 | Kolo 1                   | Kolo 1 | Kolo 1 |
| ------ | -------------------------- | ------ | ------ | ------------------------ | ------ | ------ |
| 0      | Heraklis Deskoulidis (GRE) | 3-1 PP | 8-2    | Kaloyan Baev (BUL)       | 1      |        |
| 1      | Ayoub Bani-Nosrat (IRI)    | 0-3 PO | 0-1    | Puntsagiin Sükhbat (MGL) | 0      |        |
| 1      | Daniel Sánchez (PUR)       | 0-4 ST | 1-16   | Marek Garmulewicz (POL)  | 0      |        |
| 0      | Kenan Şimşek (TUR)         | 3-0 PO | 6-0    | Gábor Tóth (HUN)         | 1      |        |
| Kolo 2 |                            |        |        |                          |        |        |
| 1      | Heraklis Deskoulidis (GRE) | 0-3 PO | 0-4    | Ayoub Bani-Nosrat (IRI)  | 1      |        |
| 2      | Kaloyan Baev (BUL)         | 1-3 PP | 1-8    | Puntsagiin Sükhbat (MGL) | 0      |        |
| 2      | Daniel Sánchez (PUR)       | 0-3 PO | 0-4    | Kenan Şimşek (TUR)       | 0      |        |
| 1      | Marek Garmulewicz (POL)    | 1-3 PP | 4-5    | Gábor Tóth (HUN)         | 1      |        |
| Kolo 3 |                            |        |        |                          |        |        |
| 2      | Heraklis Deskoulidis (GRE) | 0-3 PO | 0-2    | Puntsagiin Sükhbat (MGL) | 0      |        |
| 1      | Ayoub Bani-Nosrat (IRI)    | 3-0 PO | 4-0    | Gábor Tóth (HUN)         | 2      |        |
| 2      | Marek Garmulewicz (POL)    | 1-3 PP | 1-4    | Kenan Şimşek (TUR)       | 0      |        |
| Kolo 4 |                            |        |        |                          |        |        |
| 2      | Ayoub Bani-Nosrat (IRI)    | 0-3 PO | 0-4    | Kenan Şimşek (TUR)       | 0      |        |
| 0      | Puntsagiin Sükhbat (MGL)   |        |        | Bye                      |        |        |
| Kolo 5 |                            |        |        |                          |        |        |
| 1      | Puntsagiin Sükhbat (MGL)   | 1-3 PP | 2-3    | Kenan Şimşek (TUR)       | 0      |        |

| Zápasník                   | L | ER | CP |
| -------------------------- | - | -- | -- |
| Kenan Şimşek (TUR)         | 0 | -  | 15 |
| Puntsagiin Sükhbat (MGL)   | 1 | -  | 10 |
| Ayoub Bani-Nosrat (IRI)    | 2 | 4  | 6  |
| Marek Garmulewicz (POL)    | 2 | 3  | 6  |
| Heraklis Deskoulidis (GRE) | 2 | 3  | 3  |
| Gábor Tóth (HUN)           | 2 | 3  | 3  |
| Kaloyan Baev (BUL)         | 2 | 2  | 2  |
| Daniel Sánchez (PUR)       | 2 | 2  | 0  |

### Finále
|                            | CP               | TP               |                            |                  |
| Zápas o 9. místo           | Zápas o 9. místo | Zápas o 9. místo | Zápas o 9. místo           | Zápas o 9. místo |
| -------------------------- | ---------------- | ---------------- | -------------------------- | ---------------- |
| Ludwig Schneider (GER)     | 0-3 PO           | 0-3              | Heraklis Deskoulidis (GRE) |                  |
| Zápas o 7. místo           |                  |                  |                            |                  |
| Renato Lombardo (ITA)      | 0-0 D2           | 0-0              | Marek Garmulewicz (POL)    |                  |
| Zápas o 5. místo           |                  |                  |                            |                  |
| Roberto Limonta (CUB)      | 1-3 PP           | 1-3              | Ayoub Bani-Nosrat (IRI)    |                  |
| Zápas o 3. místo           |                  |                  |                            |                  |
| Christopher Campbell (USA) | 3-1 PP           | 3-1              | Puntsagiin Sükhbat (MGL)   |                  |
| Finálový zápas             |                  |                  |                            |                  |
| Macharbek Chadarcev (EUN)  | 3-0 PO           | 1-0              | Kenan Şimşek (TUR)         |                  |

## Finálové pořadí
1. Macharbek Chadarcev (EUN)
2. Kenan Şimşek (TUR)
3. Christopher Campbell (USA)
4. Puntsagiin Sükhbat (MGL)
5. Ayoub Bani-Nosrat (IRI)
6. Roberto Limonta (CUB)
7. Marek Garmulewicz (POL)
8. Renato Lombardo (ITA)
9. Heraklis Deskoulidis (GRE)
10. Ludwig Schneider (GER)